# Али Смит
Али Смит (на английски: Ali Smith) е шотландска журналистка, драматург, преподавател и писателка на бестселъри в жанра съвременен роман и любовен роман.

## Биография и творчество
Али Смит е родена на 24 август 1962 г. в Инвърнес, Шотландия, в работническото семейство на Доналд и Ан Смит. Завършва с отличие през 1985 г. съвместна степен по английски език и литература в Университета на Абърдийн. Печели университетската награда за поезия „Боби Айткен“ през 1984 г. В периода 1985 – 1990 г. посещава колежа „Неунам“ в Кеймбридж, където следва в докторска програма по американски и ирландски модернизъм. Захваща се с различни временни професии. Докато е в Кеймбридж започва да пише пиеси (повечето непубликувани) и не завършва докторската си програма. Участва с пиесите си на фестивалите в Единбург и Кеймбридж.
През 1990 г. се мести в Единбург и работи като преподавател по шотландска, английска и американска литература в Университета на Стратклайд. През 1992 г. заболява от синдром на хроничната умора и се връща в Кеймбридж, за да се възстанови. Започва да пише разкази и рецензии на книги за вестник „Скотсман“.
През 1995 г. е публикуван първият ѝ сборник с разкази „Free Love and Other Stories“ (Свободна любов и други истории). Сборникът е удостоен с наградата на Шотландския литературен институт и наградата на Обществото на Кръста.
През 1997 г. е издаден първият ѝ роман „Like“. Романът ѝ „Hotel World“ от 2001 г. печели наградата на Шотландския литературен институт и наградата „Енкор“ за най-добър втори роман.
През 2005 г. е издаден романът ѝ „Случайността“. Всеки един от героите в книгата е представен през очите на другите герои – загадъчна посетителка, изневеряващ съпруг, фантазираща съпруга, отдадена на камерата дъщеря и депресиран брат. Техните случайни срещи променят разбирането за същността на другия. Книгата е удостоена с награда „Коста“.
Романът ѝ от 2007 г. „Момче или момиче“ от съвместната поредица „Митове“ пресъздава мита за Ифис от остров Крит, преобразена от боговете от момиче в момче и една щастлива любовна история.
През 2015 г. е удостоена с отличието Командор на Ордена на Британската империя.
Пише статии за вестниците „Гардиън“, „Скотсман“ и TLS. Пише текстове за шотландската музикална група „The Trash Can Sinatras“.
Али Смит е открита лесбийка и живее с партньорката си Сара Ууд в Кеймбридж като посвещава всичките си книги на нея.

## Произведения

### Самостоятелни романи
- Like (1997)
- Hotel World (2001)
- The Accidental (2005) – награда „Коста“
Случайността, изд.: ИК „Прозорец“, София (2007), прев. Боряна Семкова-Вулова
- There but for the (2011)
Там, но за това, изд.: ИК „Прозорец“, София (2013), прев. Петя Петкова
- How to be both (2014) – награда „Коста“, „Голдсмит“ и „Бейлис“

### Серия „Сезони“ (Seasonal)
1. Autumn (2016)
Есен, изд.: „Лист“, София (2018), прев. Паулина Мичева
2. Winter (2017)

### Участие в общи серии с други писатели

#### Серия „Митове“ (Myths)
7. Girl Meets Boy (2007)
Момче или момиче: митът за Ифис от остров Крит, изд.: „INK“, София (2008), прев. Ралица Кариева
от серията има още 14 романа от различни автори

#### Серия „Другаде“ (Elsewhere)
- Here (2012) – с Тереза Бреслин, Карън Кембъл, Ане Фини, Деби Глиори, Аласдайър Грей, Л. Кенеди, Уилям Маквилние, Мигел Сиджуко, Алън Уорнър и Июн Ли

от серията има още 3 романа от различни автори

### Новели
- The Story of Antigone (2013)
Антигона: преразказана от Али Смит, изд.: „Сиела“, София (2014), прев. Росица Николова

### Пиеси
- Stalemate (1986)
- The Dance (1988)
- Trace of Arc (1989)
- Amazons (1990)
- Comic (1990)
- The Seer (2001)
- Just (2005)

### Сборници
- Free Love and Other Stories (1995)
- Other Stories and Other Stories (1999)
- The Whole Story and Other Stories (2003)
- The Brighton Book (2005) – с Луи де Берниер, Мег Рософ, Джанет Уинтърсън, и др.
- Writ (2006)
- The First Person (2008)
- Ox-Tales:Fire (2009) – с Джеф Дайър, Себастиан Фолкс, Марк Хадън, Виктория Хислъп, Джон Льо Каре, Викрам Сет, Лионел Шрайвър, Уилям Сътклиф, Джанет Уинтърсън и Сяолу Гуо
- Road Stories (2012) – с Хана Ал Шейх, Абдулазак Гурна, Ръсел Хобън, Дебора Леви, Камила Шамзи, Иън Синклеър, Елинор Том и Клеър Уигфол
- Six Shorts (2013) – с Джуно Диаз, Марк Хадън, Сара Хол, Цин Джоунс и Тоби Лит
- Shire (2013)
- Public Library and Other Stories (2015)

### Разкази
- The Book Club (2003)

### Документалистика
- Artful (2012)

### Екранизации
- 2011 The Child – късометражен